# Peperomia venosa
Peperomia venosa är en pepparväxtart som beskrevs av Truman George Yuncker. Peperomia venosa ingår i släktet peperomior, och familjen pepparväxter. Inga underarter finns listade i Catalogue of Life.